# Federación Panameña de Fútbol
Die Federación Panameña de Fútbol (FEPAFUT) ist der im Jahr 1937 gegründete nationale Fußballverband von Panama. Der Verband organisiert die Spiele der Fußballnationalmannschaft und ist seit 1938 Mitglied im Weltverband FIFA sowie seit 1961 Mitglied im Kontinentalverband CONCACAF. Zudem richtet die FEPAFUT die höchste nationale Spielklasse, die ANAPROF aus.

## Erfolge
- Fußball-Weltmeisterschaft

Teilnahmen: 2018
- CONCACAF Gold Cup

Teilnahmen: 1963, 1993, 2005, 2007, 2009, 2011, 2013